# Schoderita
La schoderita és un mineral de la classe dels fosfats. Rep el nom de William Paul Schoder (1900-1977) químic investigador de la Union Carbide Nuclear Company, per les seves destacades contribucions a la metal·lúrgia del vanadi.

## Característiques
La schoderita és un fosfat de fórmula química Al₂(PO₄)(VO₄)·8H₂O. Va ser aprovada com a espècie vàlida per l'Associació Mineralògica Internacional l'any 1960, sent publicada per primera vegada el 1962. Cristal·litza en el sistema monoclínic.
Segons la classificació de Nickel-Strunz, la schoderita pertany a «08.CE: Fosfats sense anions addicionals, amb H₂O, només amb cations de mida mitjana, RO₄:H₂O sobre 1:2,5» juntament amb els següents minerals: chudobaïta, geigerita, newberyita, brassita, fosforrösslerita, rösslerita, metaswitzerita, switzerita, lindackerita, ondrušita, veselovskýita, pradetita, klajita, bobierrita, annabergita, arupita, barićita, eritrita, ferrisimplesita, hörnesita, köttigita, manganohörnesita, parasimplesita, vivianita, pakhomovskyita, simplesita, cattiïta, koninckita, kaňkita, steigerita, metaschoderita, malhmoodita, zigrasita, santabarbaraïta i metaköttigita.
Les mostres que van servir per a determinar l'espècie, el que es coneix com a material tipus, es troben conservades a les col·leccions mineralògiques del Museu Nacional d'Història Natural, l'Smithsonian, situat a Washington DC (Estats Units), amb els números de registre: 145791 i 144479.

## Formació i jaciments
Va ser descoberta al Gibellini Vanadium Project de la serralada de Fish Creek, dins el districte Miner de Gibellini del comtat d'Eureka (Nevada, Estats Units), on es troba en forma d'un mineral taronja groguenc semblant a la variscita en mostres de sílex fosfàtic. També ha estat descrita a Wilson Springs, a Arkansas (Estats Units), i al dipòsit de vanadi i urani del comtat de Xupu, a Hunan (República Popular de la Xina). Aquests tres indrets són els únics de tot el planeta on ha estat descrita aquesta espècie mineral.